# Jiří Prskavec (1993)
Pour les articles homonymes, voir Jiří Prskavec.
Jiří Prskavec est un kayakiste tchèque né le 18 mai 1993 à Mělník. Il a remporté la médaille de bronze en K1 aux Jeux olympiques d'été de 2016 à Rio de Janeiro. Il est le fils de Jiří Prskavec.

## Palmarès

### Jeux olympiques
- Médaille d'or aux Jeux olympiques de 2020 à Tokyo en K1
- Médaille de bronze aux Jeux olympiques de 2016 à Rio de Janeiro en K1

### Championnats du monde
- Médaille d'or en 2019 à La Seu d'Urgell en K1
- Médaille d'or en 2017 à Pau en K1 par équipes
- Médaille d'or en 2015 à Londres en K1
- Médaille d'or en 2015 à Londres en K1 par équipes
- Médaille d’argent en 2023 à Londres en k1
- Médaille d'argent en 2019 à La Seu d'Urgell en K1 par équipes
- Médaille d'argent en 2018 à Rio de Janeiro en K1
- Médaille d'argent en 2014 à Deep Creek Lake en K1 par équipes
- Médaille d'argent en 2013 à Prague en K1
- Médaille de bronze en 2018 à Rio de Janeiro en K1 par équipes

### Championnats d'Europe
- Médaille d'or en 2025 à Vaires-sur-Marne en K1
- Médaille d'or en 2023 à Cracovie (dans le cadre des Jeux européens de 2023) en K1
- Médaille d'or en 2022 à Liptovský Mikuláš en K1
- Médaille d'or en 2022 à Liptovský Mikuláš en K1 par équipes
- Médaille d'or en 2020 à Prague en K1
- Médaille d'or en 2019 à Pau en K1 par équipes
- Médaille d'or en 2018 à Prague en K1 par équipes
- Médaille d'or en 2017 à Tacen en K1 par équipes
- Médaille d'or en 2016 à Liptovský Mikuláš en K1
- Médaille d'or en 2016 à Liptovský Mikuláš en K1 par équipes
- Médaille d'or en 2014 à Vienne en K1
- Médaille d'or en 2013 à Cracovie en K1
- Médaille d'or en 2013 à Cracovie en K1 par équipes
- Médaille d'argent en 2020 à Prague en K1 par équipes
- Médaille de bronze en 2018 à Prague en K1
- Médaille de bronze en 2017 à Tacen en K1
- Médaille de bronze en 2011 à La Seu d'Urgell en K1

### Jeux olympiques de la jeunesse
- Médaille de bronze aux Jeux olympiques de la jeunesse d'été de 2010 à Singapour en K1